# كورفو (مقاطعة)
كورفو إحدى مقاطعات اليونان، وهي جزء من إقليم الجزر الأيونية. من أهم مدنها كورفو عاصمة الاٍقليم. تتكون الوحدة الإقليمية من جزر كورفو، باكسي، أوثونوي، إريكوسا، ماثراكي والعديد من الجزر الأصغر، وكلها في البحر الأيوني.